# 東急7600系電車
東急7600系電車（とうきゅう7600けいでんしゃ）は、1986年（昭和61年）5月1日に営業運転を開始した東京急行電鉄（現・東急電鉄）の通勤形電車。

## 登場の経緯
東横線への9000系導入に伴う大規模な転属に伴い、老朽化した初代3000系や初代5000系の置き換えとして7200系を大井町線から目蒲・池上両線に転用したが、その際編成構成をMT比1 : 1の6両編成から2 : 1の3両編成に変更したため、モーターのない制御車（クハ7500形）が余剰となり、逆にそれを動かすための電動車が不足した。そこで、余剰車を電装して新たな編成を組成し、車両を有効活用することになった。

## 改造内容
電装品は同時期に新造された9000系と同等の、最新の三相交流かご形誘導電動機とGTOサイリスタ素子によるVVVFインバータ制御装置が用意された。ただし、9000系の制御装置は日立製作所製で、1基で1両分4個の電動機を制御する「1C4M」方式であるのに対し、7600系の制御装置は東洋電機製造製で、1基で2両分8個の電動機を制御する「1C8M」方式とされた。電動車化にあたっては、8000系同様の界磁チョッパ制御とし、1C4M制御方式や1C8M制御方式が検討されたが、最終的にはVVVFインバータ制御化することが決定した。
当時、VVVFインバータ制御は自車のみ制御する方式（1C4M制御など）方式が主流であり、自車と隣り合う電動車とユニットを組む方式（1C8M制御）は日本国内では初めての方式である
。このVVVFインバータ制御による1C8M制御方式は当形式の大きな特徴となっていた。基本的には初代6000系デハ6002号車に試験搭載した東洋電機製造製VVVFインバータ装置、主電動機とほとんど同一の機器となっている。
装置は東洋電機製造 ATR-H8110-RG614形で、素子には4,500 V - 2,000 A のGTOサイリスタを使用している（ただし、1988年に納入した7661・7662号車用のVVVFインバータ装置はATR-H4110-RG617B形である）。主な機能として定速制御、安定した勾配起動ができる -Fi（マイナス エフアイ）制御方式などがある。
主電動機はTKM-85形（東洋電機製造の形式はTDK6220-A形）で、1時間定格は出力 110 kW・電流 1,130 V・電流 73 A・周波数 40.9 Hz・回転数 1,180 rpm・重量 710 kgである。電動車化に伴い、台車は製造時より装備のバッド社製「パイオニアIII型」台車から、8000系などと同等の「TS-831形」に交換された。
屋根にも改造が加えられ、2両に1両の割合で集電用のパンタグラフが2基設置された。その際、屋根上スペースの都合で小型のPT44S-DまたはPT44S-Eを採用した。加えて1両あたり4基の冷房装置（東芝製RPU-2204AJ形・9.3 kW（8000 kcal/h）×4）搭載が行われた。その一方で車内は冷房風洞の設置を除いて大きな改造は行われなかった。補助電源装置は3両分の給電能力を持つ静止形インバータ（SIV）がデハ7600形に新設された。ブレーキ装置は電磁直通ブレーキ方式（HSC-R）に変更はないが、新たに遅れ込め制御が追加された。
| 形 式                      | 定 員           | 車両重量 | 高さ              | 床面高さ |
| -------------------------- | --------------- | -------- | ----------------- | -------- |
| クハ7600形 （7601 - 7603） | 122（座席44）人 | 29.6 t   | 4,076 mm          | 1,164 mm |
| デハ7650形 （7653）        | 122（座席44）人 | 33.2 t   | 4,067 mm 4,085 mm | 1,155 mm |
| デハ7650形 （7661・7662）  | 122（座席44）人 | 33.2 t   | 4,067 mm          | 1,155 mm |
| デハ7670形 （7673）        | 133（座席48）人 | 32.7 t   | 4,082 mm 4,100 mm | 1,170 mm |
| デハ7670形 （7681・7682）  | 131（座席47）人 | 32.8 t   | 4,067 mm 4,085 mm | 1,155 mm |

- 上記データは、更新工事の施工された1994年度時点のデータである[2]。高さの上段は冷房装置キセ高さ、下段はパンタグラフ折りたたみ高さ（パンタグラフ付車両のみ）

改造工事はデハ7600形、デハ7650形となる6両を東急車輛製造に甲種輸送して施工した。これは当時、施工業者となる東横車輌電設長津田工場は7200系、8000系1次車の冷房化工事で余裕がないためであった。
先頭車の前面には1989年に7200系とともに赤帯が貼り付けされた。7700系が改造種車の7000系と帯太さが変えられたのに対し、7600系は7200系と同じ太さとされた。
改造当初の編成構成は以下の通り。
|                           | ↑大井町・目黒 |
| 形式                      | 詳細 |
| デハ7600形                | クハ7500形から改造された制御電動車で、改造時に方向転換も実施した。 静止形インバータ (SIV) と空気圧縮機 (CP) などの補機類を搭載し、デハ7650形とユニットを組む。 |
| デハ7650形                | クハ7500形から改造された制御電動車。 パンタグラフや主制御器などの走行機器を搭載し、デハ7600形とユニットを組む。                                                |
| ↓二子玉川園（当時）・蒲田 | |

## ワンマン運転対応工事
1994年（平成6年）、池上線のワンマン運転実施に備えて、対応工事と更新工事が実施された。
内装は化粧板と床面の取り替え、袖仕切板の新設、座席は440mm幅の3-3-3人掛けに一新し、座席表地はオレンジ・ブラウンの2色化、座席間の仕切板の新設とスタンションポール（縦握り棒）を設置した。サービス機器では方向幕のLED化と側面行先表示器の新設、自動放送装置と車外放送用スピーカーの新設、車内の非常通報装置は乗務員と通話が可能な対話式に取り替えなどが行われた。さらに冷房風道はラインフロー式（扇風機の補助送風機（ラインデリア））化、側窓のサッシレス化、妻面窓の固定化といった改造が実施された。
車体周りでは、編成中間に組み込まれていたデハ7651・7652の運転台が撤去され、跡地に車椅子スペースと座席が新設された。ただし、通称「ダイヤモンドカット」と呼ばれる角ばった前面形状が残され、灯具や側面乗務員扉も使用不能とされたまま存置された。中間車化改造後の同2両は、当初から中間車として誕生したデハ7673と比較して、座席定員が1名少なくなっている。改造後、これら3両は新規形式の「デハ7670形」に区分され、デハ7651・7652は車体形状の違いから、番号が10繰り上げられてデハ7681・7682と付番された。
運転台は計器盤が1000N系に準じた新品に交換され、ハンドル方式がマスコンハンドルとブレーキハンドルが別個の「ツーハンドル式」から一体化した「ワンハンドルマスコン式」に変更された。併せてワンマン運転機器の設置、前面貫通扉の更新（後にワイパーを設置）、運客室仕切と仕切扉（仕切扉は電磁鎖錠付化）の更新を実施した。さらに運転台ワイパーの電動化、前面ガラスの日除けをアルミ製の遮光板からカーテン式に変更した。
機器面では定位置停止支援装置（TASC）と情報伝送装置の設置、ブレーキ方式は回生ブレーキ併用電磁直通空気ブレーキ (HSC-R) から回生ブレーキ併用電気指令式空気ブレーキ (HRD-R) に変更された。
さらに1996年（平成8年）にはワンマン運転の本設に備えて車上ITV（ホーム監視用モニター）の設置し、車掌台側に画像受信装置を設置、運客室仕切窓のうち運転台側2枚に遮光フイルムを貼り付け、ドア開閉スイッチは横押しボタン式に変更などが実施された。

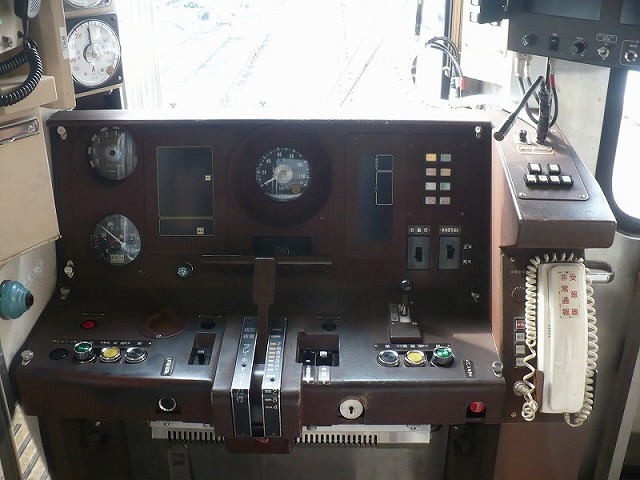
ワンマン運転改造後の7600系運転台
ワンマン運転を行うため、機器が多数設置されている。

## 歴史

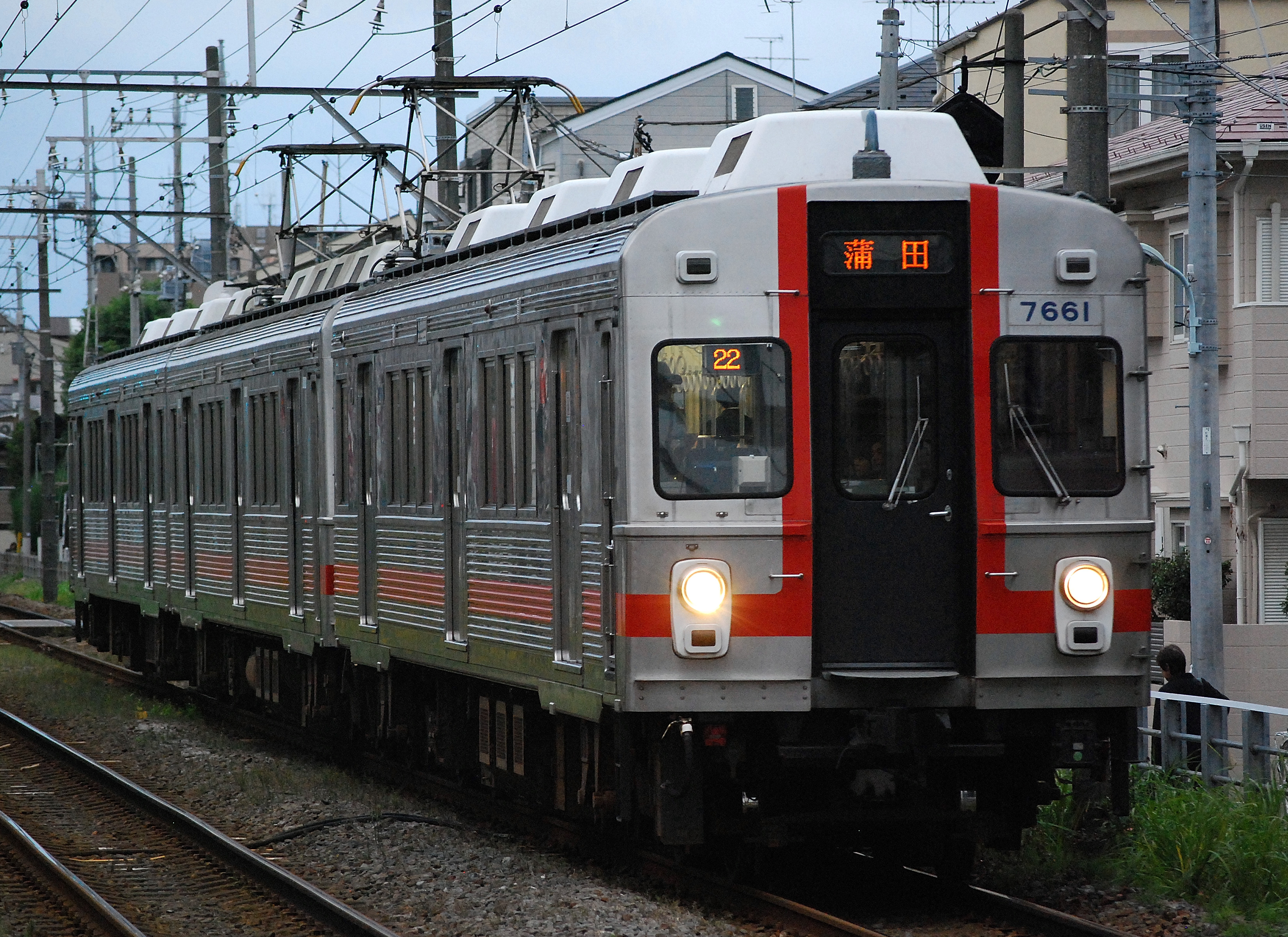
蒲田側からみた第1編成 パンタグラフはデハ7670形に2基でデハ7670形は先頭車形状
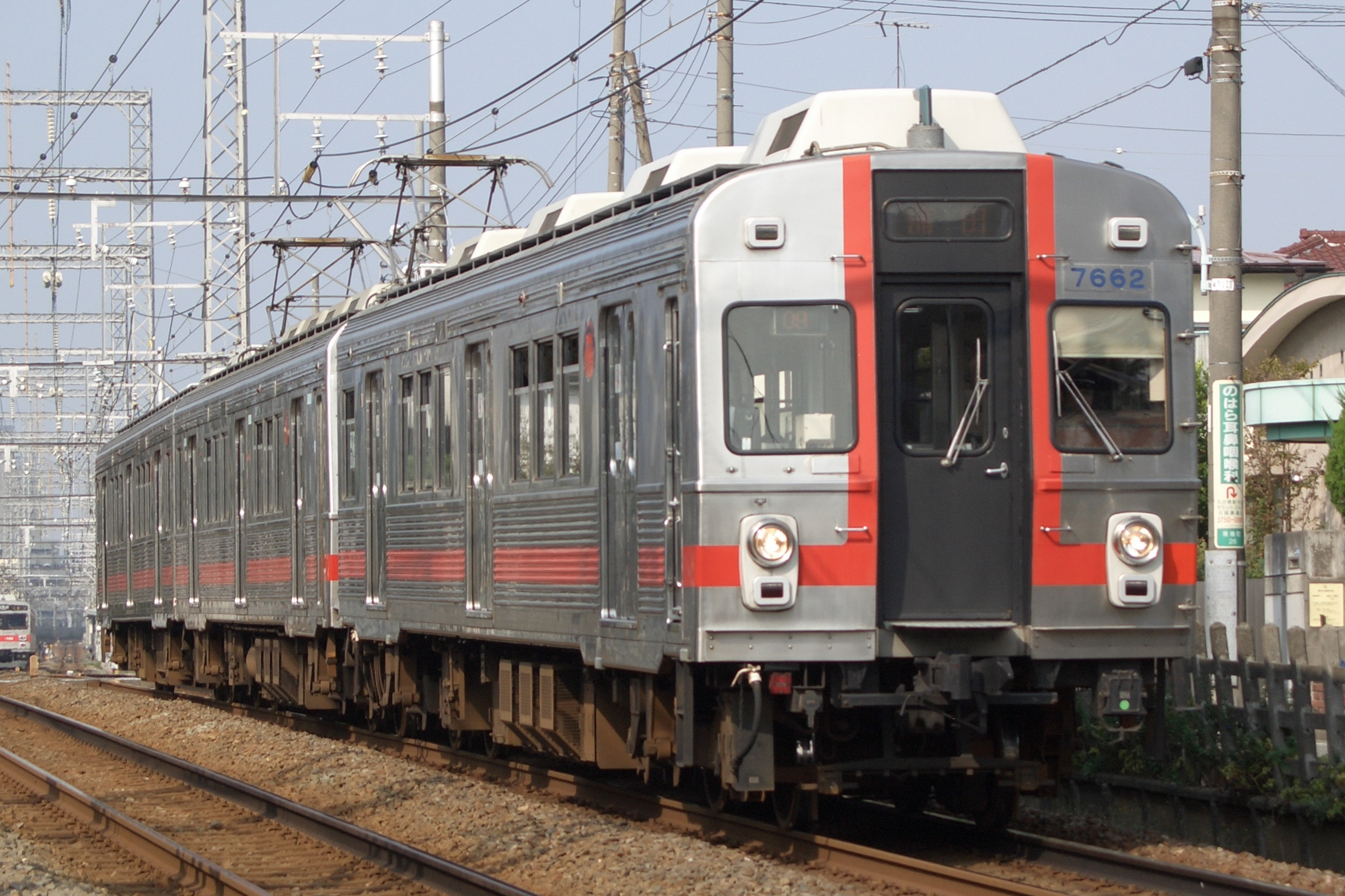
蒲田側からみた第2編成 パンタグラフはデハ7670形に2基で、デハ7670形は先頭車形状
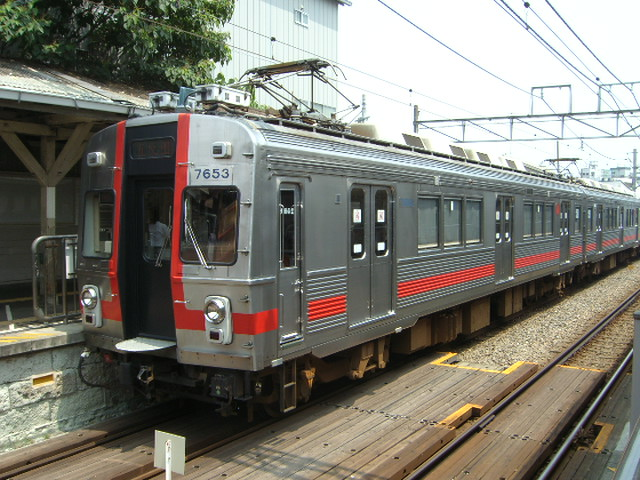
蒲田側からみた第3編成 パンタグラフはデハ7650形とデハ7670形に1基ずつで、デハ7670形は中間車形状

当初6両が改造され、デハ7600形 - デハ7650形の2両編成3本が組成された。このうち第1・2編成は長津田検車区に配置され、未改造の7200系クハ7500形2両とMT比2:1の6両編成を組んで引き続き大井町線で、第3編成は雪が谷検車区奥沢班に配置され、7200系デハ7200形と全電動車の3両編成を組んで目蒲線で使用された。
| ←大井町   |   |          |   |           |   |          |   |          |   |           |
| デハ7601  | - | デハ7651 | > | ※クハ7503 | + | デハ7602 | - | デハ7652 | > | ※クハ7510 |
| ←目黒     |   |          |   |           |   |          |   |          |   |           |
| ※デハ7255 | < | デハ7603 | - | デハ7653  |   |          |   |          |   |           |

+は先頭車同士の連結部、<・>は中間に組み込まれる先頭車（例えば<7603-は目黒側に運転台がある先頭車）を示す。
※は7200系車両。
しかし、8090系の入線に伴う大井町線からの7200系の転用が進められると、第1・2編成も1988年（昭和63年）に編成を分割され、元々3両だった第3編成とともに池上線（配置車庫は雪が谷検車区）に転用されることになった。この時、第1編成、第2編成は主制御器の冗長化のために制御方式が「1C8M」方式から「1C4M」方式に変更され、ユニット制御から各車個別制御となった。
| ←五反田    |   |          |   |            |
| ＊クハ7601 | - | デハ7651 | > | ＊デハ7661 |
| ＊クハ7602 | - | デハ7652 | > | ＊デハ7662 |
| ※デハ7255  | < | デハ7603 | - | デハ7653   |

＊が変化のあった車両
機器の改造を期に、同時期に改造されていた7700系との編成構成統一のため、電動車の位置が五反田側（大井町線での大井町側）2両から蒲田側2両に変更された。これにより、デハ7600形が電装解除され、番号はそのままに形式が「クハ7600形」に変更されるとともに、連結していたクハ7500形が電装されてデハ7650形に編入された。台車も両者で交換され、クハ7600形が「パイオニアIII型」付随台車、編入デハ7650形が「TS-831型」動力台車となった。なお、編入のデハ7650形はパンタグラフが設置されないなど、当初からのデハ7650形とは差異があるため、車両番号が10繰り上げられてデハ7661、デハ7662と付番された。

第1・2編成は改造工事の途上、デハ7200形と第3編成と同様の3両編成を組んで目蒲線で運用された時期があった。
| ←目黒      |   |          |   |          |
| ＊デハ7201 | < | デハ7601 | - | デハ7651 |
| ＊デハ7212 | < | デハ7602 | - | デハ7652 |

＊は7200系車両。
| ←五反田  |   |          |   |          |
| クハ7601 | - | デハ7651 | > | デハ7661 |
| クハ7602 | - | デハ7652 | > | デハ7662 |
| クハ7603 | - | デハ7673 | - | デハ7653 |

第3編成は連結のデハ7200形が単独の電動車であったため、しばらくはそのままの編成構成で使用されていたが、1990年になってデハ7255が編成から外された上で制御器改造が行われた。この編成の改造手順は、デハ7603が電装解除されてクハ7600形となる所までは第1編成、第2編成と同様であったが、7200系アルミ試作車の検測車化改造に伴い、クハ7500形7500をデヤ7290とするための電装品捻出の必要があったためクハ7500形の電装は行われず、7200系デハ7400形(7402)がデハ7650形相当への機器交換の上で編成中間に連結された。
デハ7402は既に蒲田側にパンタグラフが設置されていたため、近接するデハ7653の五反田側パンタグラフが撤去された。なお、デハ7402は7600系初の中間車となったほか、改造後「7673」と番号が変更されたものの、登録上は「デハ7400形のデハ7673号」とされ、7200系に区分されたままとなっていた。また、この時期クハ7600形の台車が、全車とも「TS-831型」と同系の「TS-839型」付随台車へと交換されている。
| ←五反田  |   |          |   |          |
| クハ7601 | - | デハ7681 | > | デハ7661 |
| クハ7602 | - | デハ7682 | > | デハ7662 |
| クハ7603 | - | デハ7673 | - | デハ7653 |

1994年（平成6年）、池上線のワンマン運転対応工事と車両更新が実施された。この改造により3編成9両分全車が7600系となるとともに、機能に変化が生じたため、対応の装備を持つアルミ車以外の7200系との連結は不可能になった。塗装も7700系ワンマン対応車（当時）と同系統の、前面が「中央が黒・その両隣にL字形の赤帯」、側面が「ドア以外の低い位置に太めの赤帯」という塗装（通称「歌舞伎塗装）に変更された。なお、デハ7651、デハ7652の側面乗務員扉部分は既に扉としての機能がなくなっているため、赤帯が入れられている。
2000年（平成12年）、目蒲線が南北に分断され、南側の東急多摩川線区間の運用が雪が谷検車区受け持ちとなった。これにより、7700系および1000系全編成と運用が共通化され、再び多摩川駅まで入線するようになった。
2011年以降の編成構成は以下の通り
第1編成(2015年2月運用離脱)、第2編成(2014年7月廃車)。
|                        | ↑五反田   | |
| 形式                   | 車両番号  | 詳細 |
| クハ7600形             | 7601 7602 | 1988年にデハ7600形から再改造された制御車。 1988年にモーターが撤去され、SIV、CPなどの補機類のみを搭載する。 |
| デハ7670形（7680番台） | 7681 7682 | デハ7650形から再改造された中間電動車。 1988年にCPの追加、1994年に運転台の撤去と現番号への変更が行われた。  |
| デハ7650形（7660番台） | 7661 7662 | 1988年にクハ7500形から改造された制御電動車。 主制御器のみを搭載し、デハ7670形から給電を受ける。            |
| ↓蒲田                  |           | |

第3編成
2010年3月廃車
|                        | ↑五反田  | |
| 形式                   | 車両番号 | 詳細 |
| クハ7600形             | 7603     | 1990年にデハ7600形から再改造された制御車。 第1編成、第2編成と同一。                                                                                            |
| デハ7670形（7670番台） | 7673     | 1990年にデハ7400形から改造された中間電動車。 パンタグラフ、主制御器、CPを搭載する。 1994年まではデハ7400形に区分されていた。                                   |
| デハ7650形（7650番台） | 7653     | 制御電動車。2007年現在、唯一改造時の形式・番号で残る。 1990年に五反田側のパンタグラフが撤去された。 この編成はシングルアーム式のパンタグラフに交換されている。 |
| ↓蒲田                  |          | |

- 蒲田側からみた第1編成
パンタグラフはデハ7670形に2基でデハ7670形は先頭車形状
- 蒲田側からみた第2編成
パンタグラフはデハ7670形に2基で、デハ7670形は先頭車形状
- 蒲田側からみた第3編成
パンタグラフはデハ7650形とデハ7670形に1基ずつで、デハ7670形は中間車形状

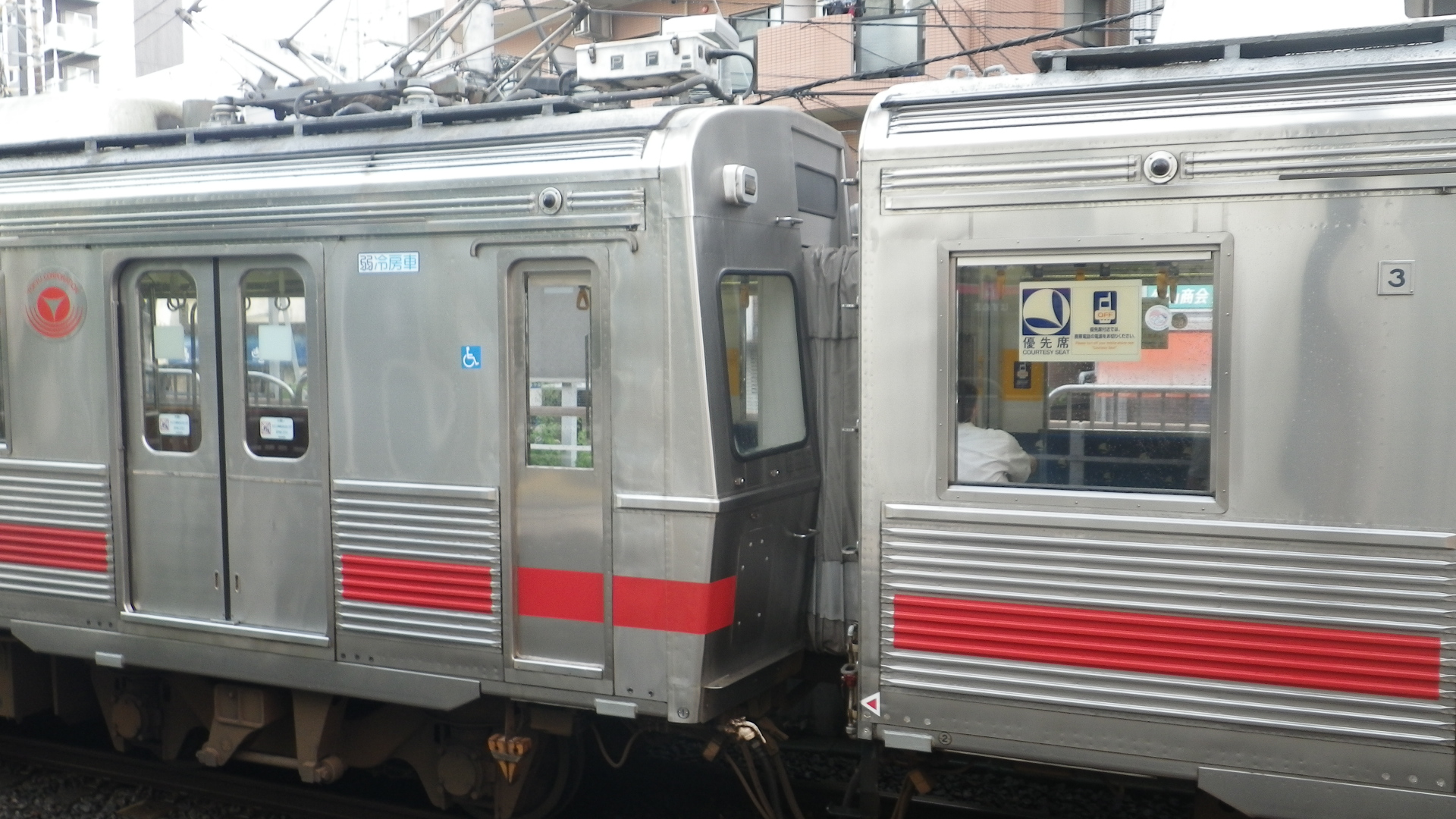
デハ7670形(7680番台)・デハ7650形(7660番台)の連結部
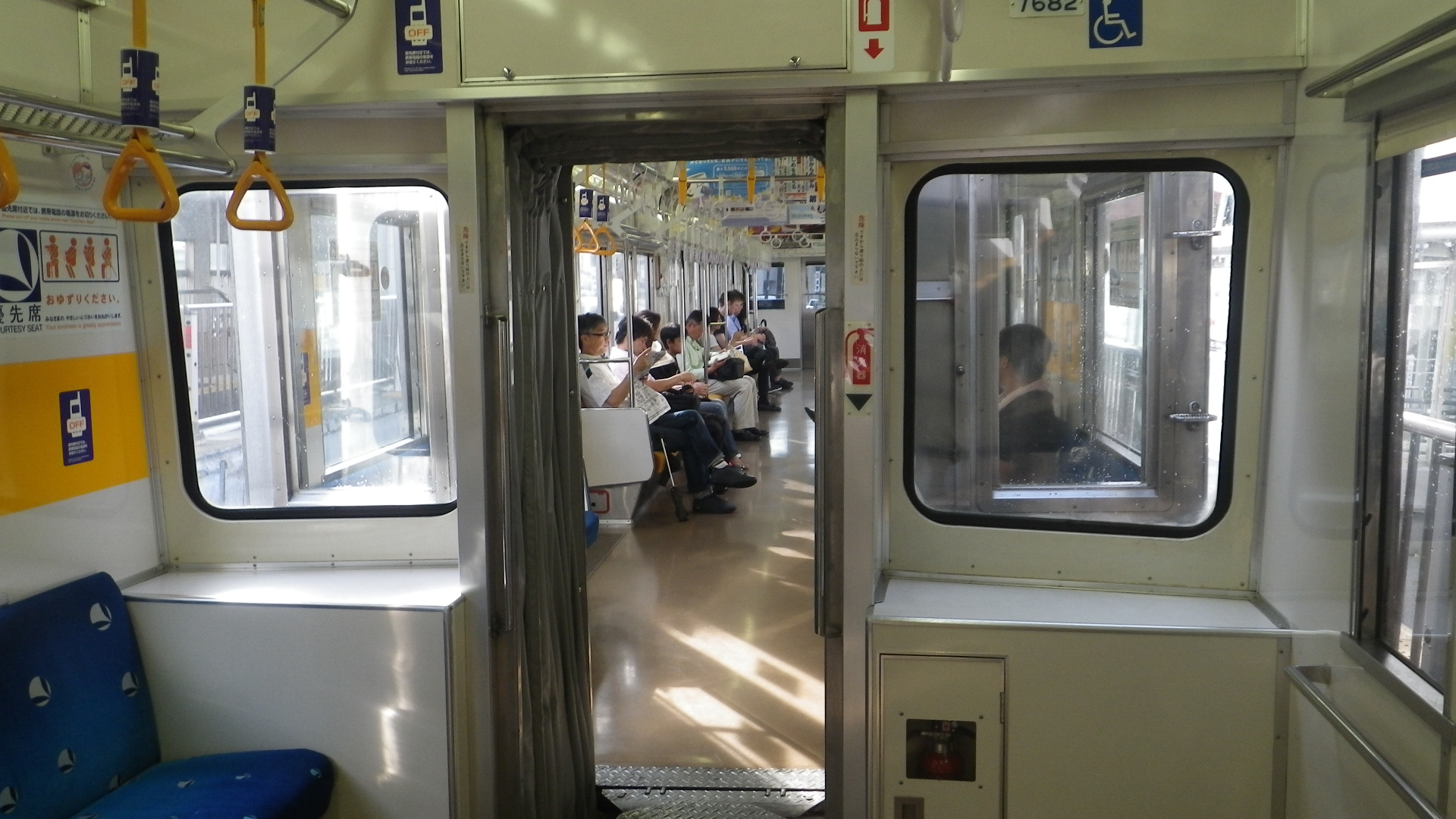
デハ7670形(7680番台)の連結部からデハ7650形(7660番台)を見る
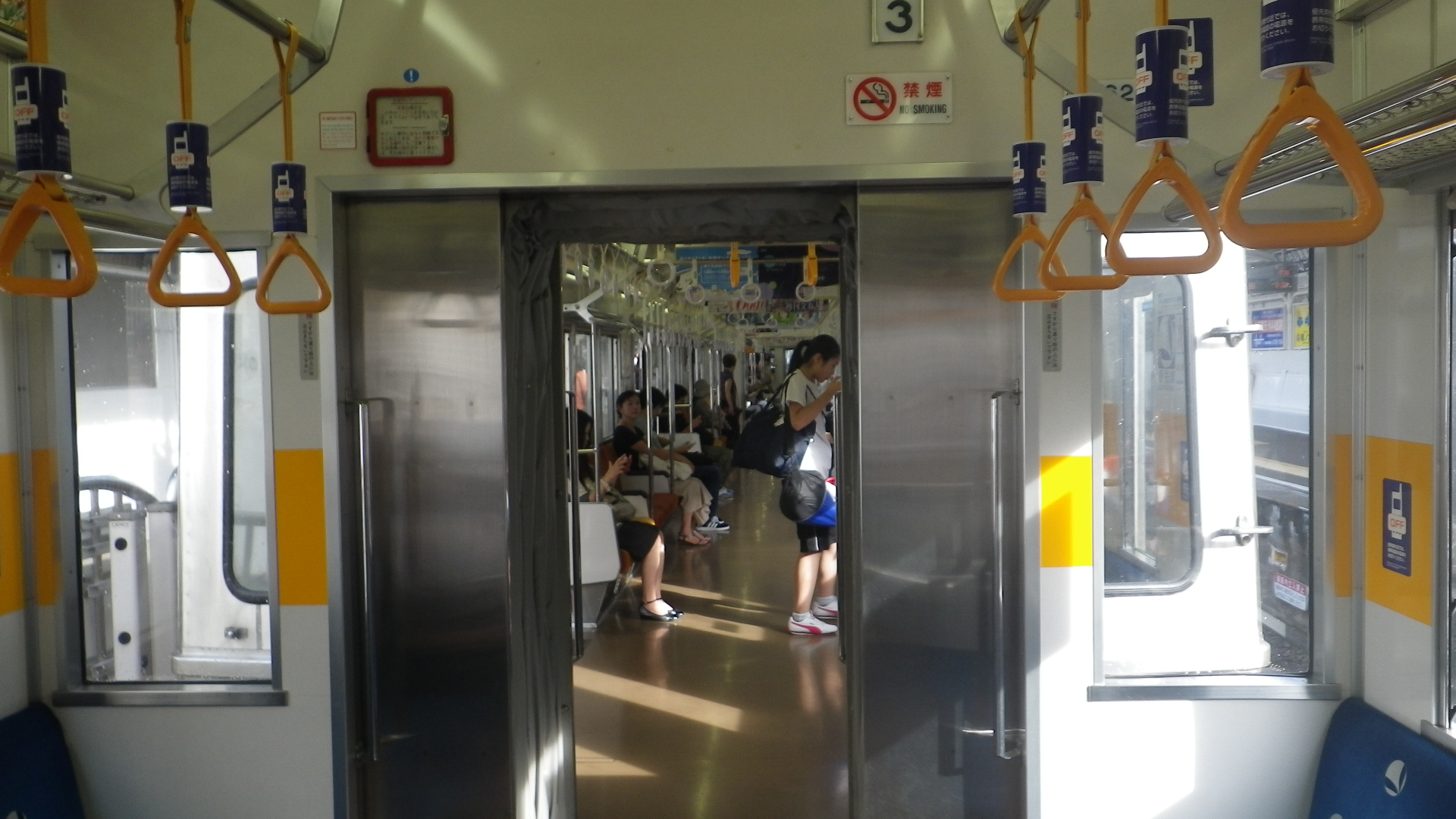
デハ7650形(7660番台)の連結部からデハ7670形(7680番台)を見る

## 廃車

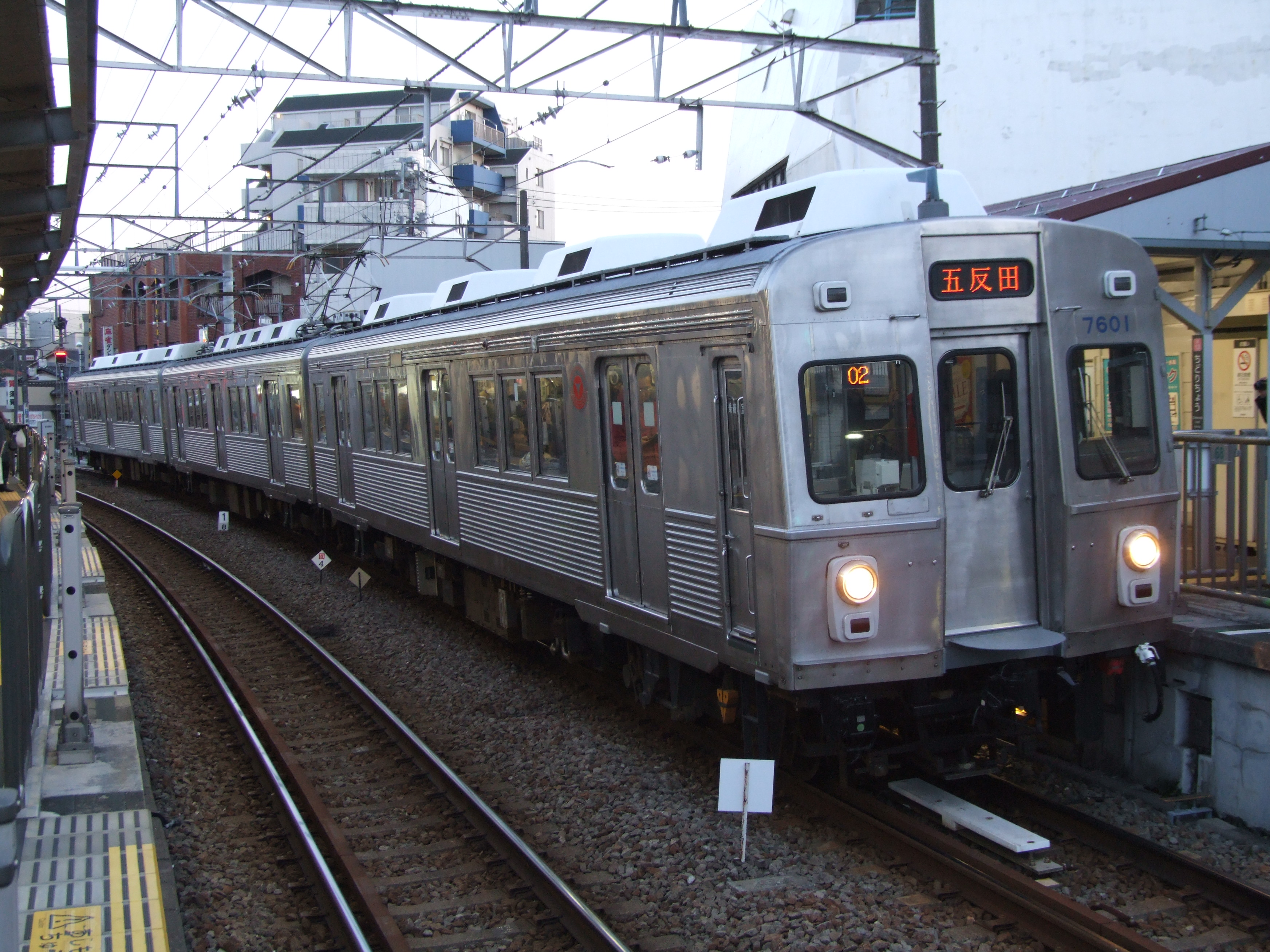
7600系クラシックスタイル（2015年1月4日／千鳥町駅）

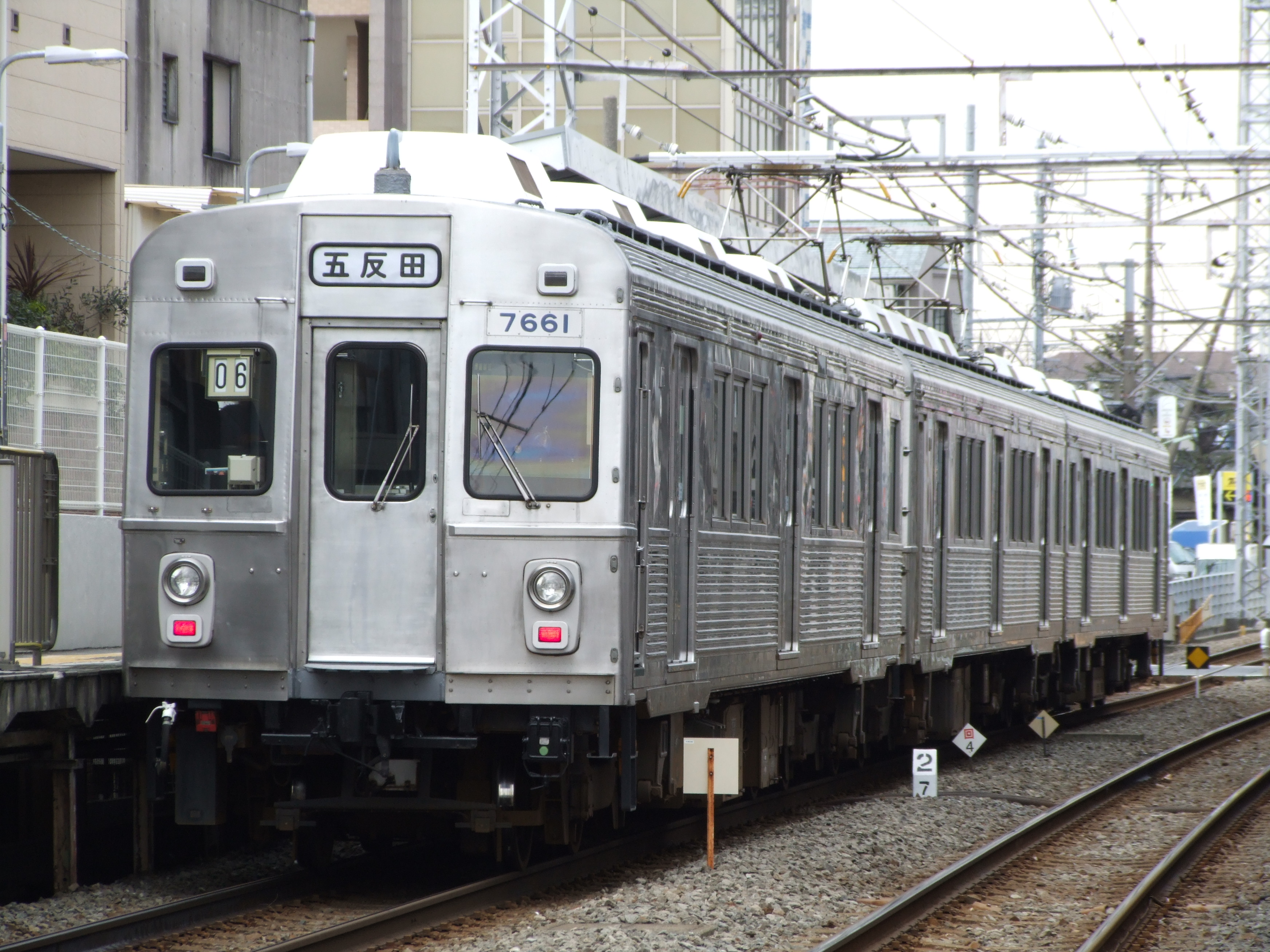
引退記念イベント当日の7600系。運転中に行先・運行番号表示が幕式に復元された（2015年2月7日／久が原駅）。

2007年度から東急は本系列の代替として7000系（2代）の導入を開始。増備に伴い、7603Fが2010年（平成22年）3月15日付けで廃車・解体処分された。
2014年（平成26年）からは1000系1500番台により本系列の代替が行われ、7602Fが同年7月に廃車された。
最後まで残った7601Fは同年11月25日に赤帯を撤去した「クラシックスタイル」として運用された。2015年2月7日には、2月上旬の引退を記念して蒲田駅で7600系引退記念イベントが開催され、2月10日に営業運転を終了した。その後2月12日に長津田車両工場へ回送された。そして2015年3月中に7601F3両の除籍が完了し、廃系列となった。